# Teresa Noce
Teresa Noce, née le 29 juillet 1900 à Turin et morte le 22 janvier 1980 à Bologne, est une militante, résistante, féministe puis  syndicaliste et députée  du Parti communiste italien.

## Biographie
Née en 1900 à Turin d'une famille ouvrière. Son père ayant quitté le domicile, ses premières années de vie sont marquées par la pauvreté et l'errance constante dans la ville à la recherche d'un logement. Elle est contrainte de quitter l'école très jeune, elle continue à se former en autodidacte, tout en exerçant divers métiers.
Employée comme couturière, elle participe à sa première grève pour obtenir une amélioration des salaires et des horaires. Elle travaille ensuite comme ouvrière chez FIAT avec son frère et participe aux mouvements de grève contre l'entrée de l'Italie dans la première guerre mondiale. La Révolution d'Octobre est pour elle une source d'espoir. Après la mort de sa mère en 1914 et celle de son frère durant la guerre, elle se retrouve seule. Elle s'engage dans le Parti socialiste italien (PSI) en 1919.
En 1921, elle fait partie des fondateurs du Parti communiste italien. Dans le milieu politique turinois, elle rencontre Luigi Longo, un étudiant ingénieur impliqué en politique. Ils se marient en 1926 et ont trois enfants, dont l'un meurt en bas âge. En janvier 1926, ils s'expatrient d'abord à Moscou puis à Paris.
Teresa Noce effectue de nombreux voyages clandestins en Italie pour des activités antifascistes. Au début des années trente, elle retourne à Moscou avec Luigi Longo. De retour à Paris, elle participe, avec Xenia Silberberg, à la fondation du journal Noi donne, publié clandestinement à ses débuts.
En 1936, avec son mari, elle se rend en Espagne pour défendre la République espagnole après le déclenchement de la guerre civile espagnole, au cours de laquelle elle édite le journal des Italiens combattants dans les brigades internationales, Il voluntario della libertà. Là, elle prend le nom de guerre d'Estella.
De retour en France, elle publie, en 1937, Gioventù senza sole, un roman autobiographique consacré au récit de sa jeunesse à Turin. Au début de la Seconde Guerre mondiale, elle est internée au Camp de Rieucros. Libérée par l'intervention des autorités soviétiques et autorisée à quitter la France pour Moscou, où vivent ses enfants, elle en est empêchée par l'invasion allemande de l'Union soviétique en juin 1941. Elle reste donc en France, à Marseille, où elle commence à travailler pour le Parti communiste français à la tête du MOI (Main-d'œuvre immigrée) et elle participe à la Résistance. En 1943, elle est arrêtée et, après quelques mois d'emprisonnement, déportée en Allemagne, d'abord au camp de concentration de Ravensbrück, puis en Bavière à Flossenbürg et enfin à Holleischen, elle est  contrainte aux travaux forcés dans une usine de munitions jusqu'à la libération du camp par l'armée soviétique.
À la fin de la guerre, de retour en Italie, le 2 juin 1946, elle fait partie des 21 femmes élues à l'Assemblée constituante de la république italienne (les premières de toute l'histoire parlementaire du pays). Avec Maria Federici, Nilde Iotti (PCI), Rita Montagnana (PCI), Lina Merlin et Ottavia Penna Buscemi, elle fait partie des cinq femmes à rejoindre la commission chargée d'élaborer une nouvelle constitution présidée par Meuccio Ruini.
Elle a été secrétaire nationale de il sindacato delle operaie tessili et en 1948, elle est élue députée à la première législature de la République Italienne. Elle se distingue en tant que partisane de la loi 860 du 26 août 1950 pour la "Protection physique et économique des mères travailleuses" qui sera la base de la législation sur le travail féminin jusqu'aux lois des années soixante-dix sur l'égalité entre les femmes et les hommes. Son engagement syndical la conduit à occuper le poste de présidente de l'Union internationale des travailleurs du textile et de l'habillement (UISTA) basée à Varsovie. En 1955, elle devient secrétaire générale de l'UISTA dont le siège a été transféré à Milan.
En 1953, Luigi Longo obtient l'annulation de leur mariage en utilisant une contrefaçon de signature de Teresa Noce. Elle vit cette annulation comme plus douloureuse que la prison et la déportation. Elle fait appel à la commission de contrôle du Parti communiste qui l'exclut de sa direction en soutenant Luigi Longo.
En 1954, elle s'éloigne de la politique mais à partir de 1959, elle s'engage dans le Consiglio nazionale dell'economia e del lavoro.
En 1974, elle publie son autobiographie Rivoluzionaria professionale, qui décrit au travers de son histoire personnelle, celle du Parti communiste italien depuis sa fondation.

## Livres
- Garibaldini in Ispagna, Diana, Madrid, 1937
- Gioventù senza sole, Parigi, 1938, (réédité  Editori Riuniti en 1973)
- Teruel : martirio e liberazione di un popolo!, A. Núñez, Barcelone 1939
- Ma domani farà giorno; prefazione di Pietro Nenni, Milano, Cultura nuova, 1952
- Le avventure di Layka, cagnetta spaziale, Milano, Gastaldi, 1960
- Rivoluzionaria professionale : autobiografia di una partigiana comunista, Milano, la Pietra, 1974 (traduit en allemand en 1981 Estella : Autobiografie einer italienischen Revolutionärin et réédité en 2016)
- Vivere in piedi, Milano, Mazzotta, 1978

## Hommage

### Exposition
Elle fait partie des 16 femmes dont le parcours est présenté dans le cadre de l'exposition temporaire « Déportées à Ravensbrück, 1942-1945 » organisée par les Archives nationales (site de Pierrefitte-sur-Seine) du 3 février au 16 juin 2023.